# シングル8

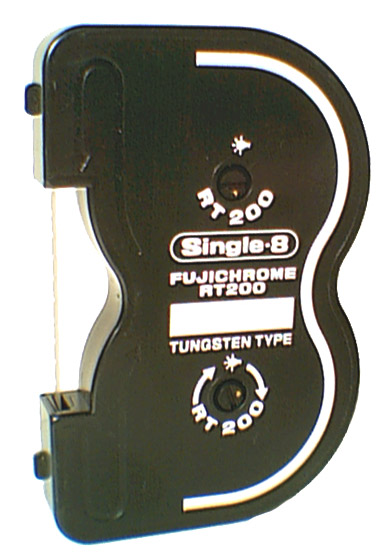
フジクロームRT200タングステンタイプ。生産終了品。

シングル8（シングルエイト、英語: Single-8）は、1965年（昭和40年）4月に発表された個人映画向けのムービーフィルムの規格である。富士写真フイルム（現在の富士フイルムホールディングス、事業継続会社は富士フイルム、以下富士フイルムと表記）が開発した、コダックのスーパー8のオルタナティヴ的存在である。

## 歴史
- 1932年（昭和7年）、コダックが、ダブル8（スタンダード8mmフィルム (Standard 8 mm film) 、16mmフィルムを使用）用の撮影機シネコダック（英語版）を発表[1]
- 1935年（昭和10年）、ベル&ハウエル、ダブル8を縦に切断したフィルム「ストレイトエイト」用の撮影機フィルモ127-Aを発表
- 1937年（昭和12年）、アグファ、ダブル8を縦に切断したフィルムをカセットに収めた「モヴェックス8」用の撮影機モヴェックス8（ドイツ語版）を発表
- 1953年（昭和28年）1月、富士フイルム，ダブル8用「ネオパン反転8mmフィルム」（感度ASA40）を発売[1]
- 1957年（昭和32年）3月、富士フイルム、ダブル8用「フジカラー8mmフィルム」（外型反転方式，感度ASA10）を発売[1]
- 同年8月、富士フイルム、ダブル8用映写機「フジスコープM-1」を発売[1]
- 1958年（昭和33年）10月、富士フイルム、磁気録音再生方式のダブル8用映写機「フジスコープサウンド」を発売[1]
- 1959年（昭和34年）、富士フイルム、8mmフィルムの新システムの研究チームを始動、甲南カメラ研究所（現在のコーナンメディカル）に参加を要請[1]
- 同年11月、甲南カメラ研究所、「シングル-8システム」のフィルムマガジンを開発[3]。
- 1960年（昭和35年）11月、富士フイルム、ダブル8用撮影機「フジカ8T3」を発売[1]
- 1961年（昭和36年）、富士フイルム、ダブル8用撮影機「フジカ8EE」「フジカ8Z4」を発売[1]
- 1962年（昭和37年）、富士フイルムが、キヤノン、ヤシカ（のちに京セラに買収されて統合、商標使用権をエグゼモードに売却）、小西六写真工業（現在のコニカミノルタホールディングス）に協力を要請[1]
- 1963年（昭和38年）5月、コダック、アグファ、ベル&ハウエルに協力要請、コダックは新システムの予定なし、アグファはよければ採用したいと回答[1]
- 同年7月、富士フイルム、開発中の新システムに二軸・直列のマガジン方式の採用を決定[1]
- 1964年（昭和39年）、富士フイルム、ダブル8用撮影機「フジカ8ズームデラックス」（4倍ズーム）を発売[1]
- 同年3月-10月、富士フイルム、日本のカメラメーカー13社およびアグファとともに共同開発に関する基本契約を締結[1]
- 同年5月、富士フイルム、新システムの名称を「ラピッド8」と内定[1]
- 同年7月、富士フイルム、開発中の新システムに黒白フィルム・カラーフィルム規格を決定[1]
- 同年8月、コダック、画面サイズ5.36mm×4.01mmによる新システムスーパー8を発表[1]、富士フイルムは画面サイズ4.37mm×3.28mm（ダブル8と同等）で開発していた「ラピッド8」を断念[1]
- 1965年（昭和40年）4月、富士フイルム、シングル8を発表、撮影機「フジカシングル8 P1」、映写機「フジカスコープM1」、「フジカスコープM2」、撮影用フィルムカラーリバーサルフィルム「フジカラーR25」（デイライト、ASA25）・黒白フィルム「ネオパンR50」（ASA50）と「ネオパンR200」（ASA200）を発売。
- 1999年（平成11年）3月1日、フィルムの需要量が全盛期から約25年が経過し、1％に大幅縮小したことからコストが大幅に増大し、6種類のフィルム生産を維持できないとして、サイレントフィルム「フジクロームRT200」「フジクロームR25」、同時録音が可能な「フジクロームRT200サウンド」「フジクロームR25サウンド」、アフレコ可能な「フジクロームRT200アフレコ」「フジクロームR25アフレコ」の製造販売をすべて終了し、新製品として「フジクロームRT200N」「フジクロームR25N」の2種のサイレントフィルムの製造販売を開始、サイレントのみに絞った。サイレントの新製品は従来品と比して、「RT200N」で213円（新価格1,600円）、「R25N」で187円（新価格1,300円）の幅で希望小売価格の値上げを行った。これに対応するため、現像部門であるフジカラーサービス（現在の富士フイルム）は、現像時にサイレントフィルムにマグネストライプ塗布を行う新サービス「アフレコ仕上げ」を導入した。
- 2009年（平成21年）6月2日、2010年5月の最終出荷を以ってタングステンタイプの「RT200N」を、2012年3月の最終出荷を以ってデーライトタイプの「R25N」を生産終了し、また同時に2013年9月を以って富士フイルムの自社現像サービスを終了することを発表した。[4]
- 2010年（平成22年）5月、タングステンタイプのRT200Nが生産終了。
- 2012年（平成24年）3月、デーライトタイプのR25Nが生産終了。これによりシングル8フィルムを生産しているのは東京都墨田区の「レトロエンタープライズ」のみとなった。
- 2013年（平成25年）9月30日、この日を以って富士フイルムのシングル8自社現像サービスを終了、これによりシングル8フィルムの現像を取り扱っているのは東京都墨田区の「レトロエンタープライズ」のみとなった。

## 概要
フィルムそのものは薄型だが、スプロケット穴や音声トラックという側面で見れば、シングル8はスーパー8と同じである。シングル8のフィルムは、スーパー8用の映写機でも上映可能であり、逆にスーパー8フィルムをシングル8用の映写機にかけることも可能である。シングル8のフィルムは、B字型カートリッジに充填した形でパッケージになっており、スーパー8の同軸システムとは異なる2つに分かれたスプールをもつ。その結果、シングル8は巻き戻しに制限がない。一方、スーパー8は、数秒分に限定された巻き戻ししかできず、カートリッジの内側に巻き上げるに十分な空間に頼るしかない。シングル8カートリッジは、撮影機のフィルムゲイトを利用し、露光の間にフィルムを支持するように設計されており、一方、スーパー8では、プラスティック製の圧迫板がカートリッジの内部にあって支持している。
富士フイルムのシングル8用フィルムが、コダックのスーパー8用フィルムよりも薄いのは、ポリエステル製だからであり、そのおかげで、シングル8とスーパー8のフィルムをつなぎ合わせて完成した映画があるとすれば、映写の際には、焦点の調整を要することになる。（焦点の調整を要しない映写機種が一部に有る。エルモVPシリーズ、ボリュー等）
スーパー8なみに国際的にポピュラーな規格とはいえないが、シングル8はスーパー8に平行して、存在し続けている。2010年（平成22年）5月まで、富士フイルムは2種類のシングル8用フィルムを製造していた。デイライト用のフジクロームR25N、室内撮影向けタングステン用の同RT200Nである。いずれもサイレント・アフレコ用であり、サウンドフィルムは製造されておらず、現像後のフィルムに音声磁気テープを加えることは可能である。このオプションは、富士フイルムの現像サービスに送ったときには選択できるものである。2009年（平成21年）6月2日の同社のアナウンスによれば、すでに製造販売を終了した「フジクロームRT200N」に続いて、残る「フジクロームR25N」も2012年（平成24年）3月には製造販売を終了、2013年（平成25年）9月には現像サービスも終了する。
富士フイルムの純正フィルムのほか、日本の企業、レトロエンタープライズが白黒フィルムを提供している。シングル8用白黒フィルムレトロXは、ISO200のリバーサルフィルムであり、ドイツで製造されている。同社はほかにも、カラーのデイライト用リバーサルフィルムRK100Dを製造・販売している。

## 撮影機

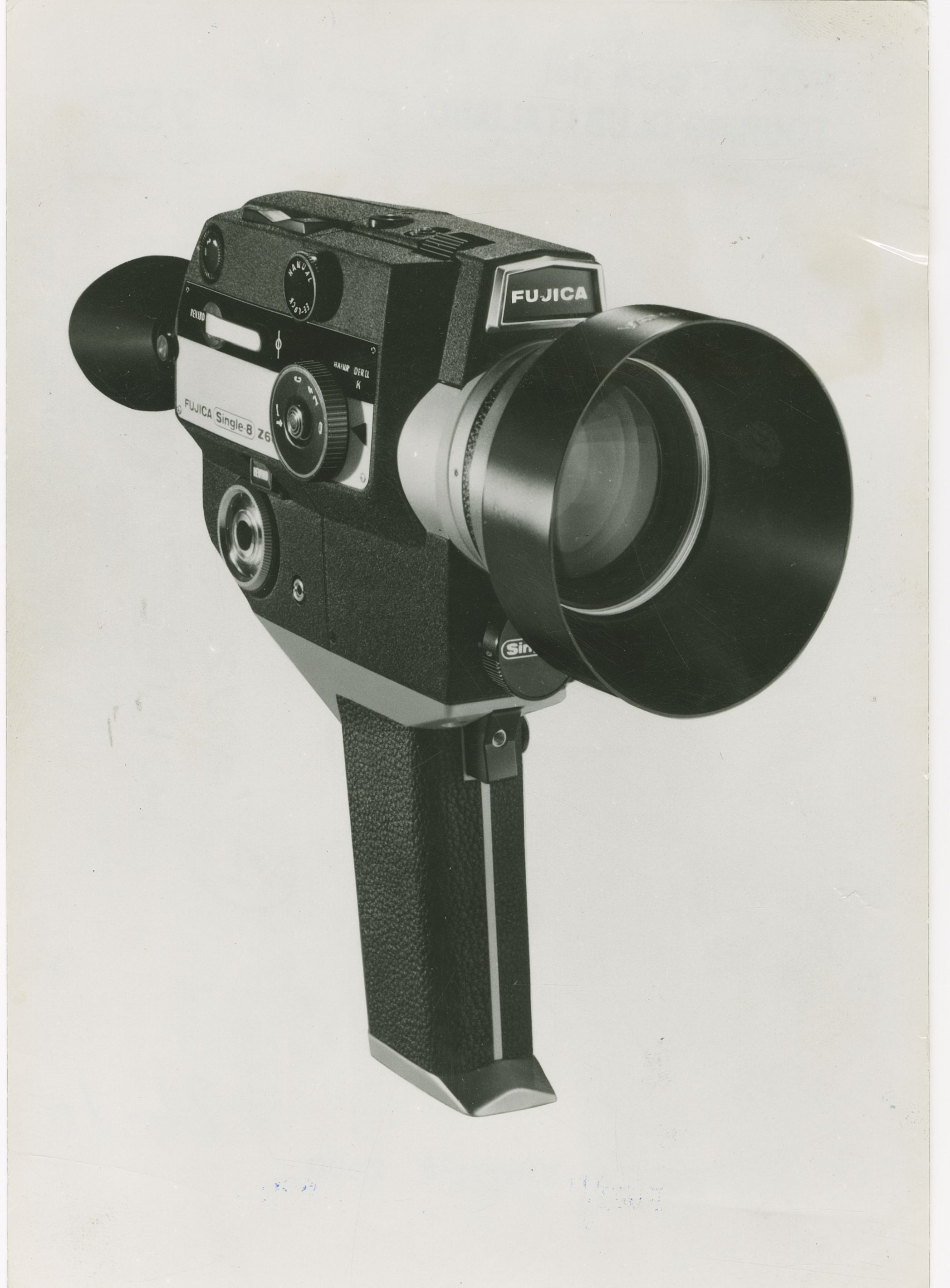
フジカシングル8 Z600, 1968年。

1965年4月の第1号機フジカシングル8 P1発売時、女優の扇千景をコマーシャルタレントに起用、「マガジン、ポン」「私にも写せます」と撮影機の使用感の手軽さを謳ったた広告は話題になり、「シングル8」は日本の家庭に広く普及した。
キヤノンは同年、キヤノンシングル8 518 を発売、エルモはエルモ C-200 を発売した。小西六は翌1966年（昭和41年）にコニカ 3-TLおよびコニカ 6-TLを発売、ヤシカはヤシカ シングル8 30-TLのみを発売、この2社は同年発売の機種の生産終了とともにシングル8市場から撤退した。キヤノンも1970年（昭和45年）、キヤノンシングル8 518SVを発売したが、その生産終了とともに撤退した。エルモは、1975年（昭和50年）発売のエルモ 8S-600およびエルモ 8S-800の生産終了まで、シングル8市場に残った。日本以外の光学機器メーカーは、シングル8用の撮影機を独自には製造しなかった。
もっとも新しい機種は1981年（昭和56年）12月に発売された、富士フイルムのフジカシングル8 P400サウンドオートフォーカスであり、これ以降の新機種は出ていない。以降30年以上が経過しており、現在のシングル8ユーザはそれ以前の中古機種を入手し、手入れして使用している。

### 富士フイルム
1960年代
- フジカシングル8 P1 （1965年4月）
- フジカシングル8 Z1 （1965年）
- フジカシングル8 Z2 （1967年）
- フジカシングル8 Z2A （1967年） - 測定機器
- フジカシングル8 P100 （1967年）
- フジカシングル8 P105 （1967年）
- フジカシングル8 P300 （1967年）
- フジカシングル8 Z600 （1968年）
- 富士メモモーション ZR400 （1968年） - 測定機器

1970年代
- フジカシングル8 C100 （1970年）
- フジカシングル8 Z450 （1970年）
- フジカシングル8 Z400 （1970年）
- フジカシングル8サウンド ZS400 （1971年）
- フジカシングル8 Z800 （1971年）
- フジカシングル8 Z700 （1972年）
- フジカシングル8 P300 （1972年）
- フジカシングル8 P400 （1972年）
- フジカシングル8 AX100 （1973年）
- フジカシングル8 ZX300 （1974年）
- フジカシングル8 ZX250 （1975年）
- フジカシングル8 ZX500 （1975年）
- フジカシングル8 PX300 （1975年）
- フジカシングル8 ZC1000 （1975年）
- フジカシングル8サウンド AXM100 （1976年）
- フジカシングル8サウンド ZM800 （1976年）
- フジカシングル8サウンド ZXM300 （1976年）
- フジカシングル8サウンド ZXM500 （1976年）
- フジカシングル8 P2 （1978年9月10日） - フジカシングル8すくすくセット
- フジカシングル8 P2 Zoom （1978年）
- フジカシングル8サウンド 300オートフォーカス （1978年）
- フジカシングル8 ZC1000 （1979年）
- フジカシングル8 P100サウンドワイド （1979年）
- フジカシングル8 P300サウンド （1979年）
- フジカシングル8 P500サウンド （1979年）

1980年代
- フジカシングル8 ZX550サウンド （1980年）
- フジカシングル8 Z850サウンド （1980年）
- フジカシングル8 P400サウンドオートフォーカス （1981年12月）

### キヤノン
- キヤノンシングル8 518 （1965年12月）
- キヤノンシングル8 518SV （1970年11月）

### エルモ
- エルモ C-200 （1965年） - スーパー8兼用
- エルモ C-300 （1965年） - スーパー8・レギュラー8兼用
- エルモ 8S-30 （1970年）
- エルモ 8S-40 （1970年）
- エルモ 8S-60 （1970年）
- エルモ 8S-140 （1970年）
- エルモ 8S-30T （1971年）
- エルモ 8S-40T （1971年）
- エルモ 8S-600 （1975年）
- エルモ 8S-800 （1975年）

### ヤシカ

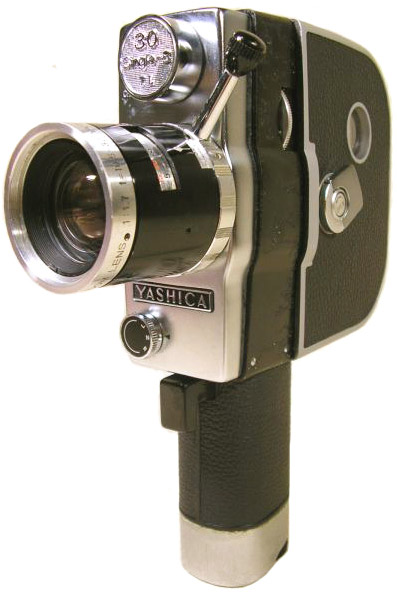
ヤシカTL-30, 1966年。

- ヤシカ シングル8 30-TL （1966年）- ヤシカ唯一のシングル8用撮影機

### コニカ
- コニカ 3-TL （1966年）
- コニカ 6-TL （1966年）

## 映写機
映写機については、シングル8のフィルムはスーパー8の映写機でも上映可能であり、ここでは、富士フイルムが発売した映写機のおもな一覧を掲載する。
- フジカスコープM1 （1965年4月）
- フジカスコープM2 （1965年4月）
- フジカスコープSM1 （1965年12月）
- フジカスコープSM2 （1965年12月）
- フジカスコープMG90 （1969年12月）
- フジカスコープSH10 （1970年6月）
- フジカスコープMX70 （1972年7月）
- フジカスコープサウンドSH7M （1973年12月）
- フジカスコープMX50 （1975年2月）
- フジカスコープサウンドSH30 （1975年10月）
- フジカスコープサウンドSD12 （1978年7月）
- フジカスコープM17 （1978年9月10日） - フジカシングル8すくすくセット
- フジカスコープサウンドSD20クオーツ （1978年12月）
- フジカスコープサウンドSD25ステレオクオーツコンピューター （1979年12月）
- フジカスコープSDオート （1980年4月）
- フジカスコープオートビジョン （1981年12月）

## フィルム

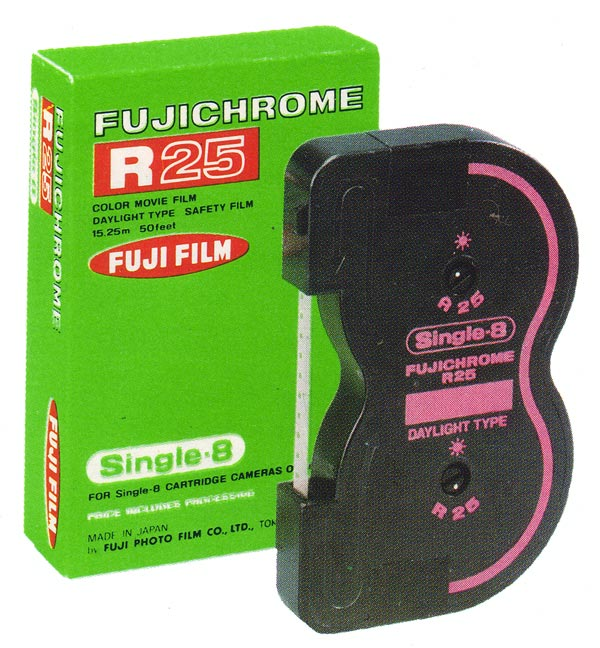
フジクロームRT25デイライトタイプ。1999年3月に生産終了。

### 富士フイルム

#### 略歴・概要
1965年（昭和40年）4月、富士フイルムは、シングル8規格の発表および撮影機・映写機発売と同時に、撮影用フィルムカラーリバーサルフィルム「フジカラーR25」（デイライト、ASA25）、同じく黒白リバーサルフィルム「ネオパンR50」（ASA50）と「ネオパンR200」（ASA200）を発売を開始した。すべてサイレントフィルムであり、当初のフィルム価格には現像料も含まれたものであった。同年12月、サウンド映写機の発売とともに、富士天然色写真（のちのフジカラーサービス、現在富士フイルムの一部門）が、現像済みのフィルムに対するマグネストライプ塗布業務の受注を開始したが、サウンドフィルムはまだ登場していない。
1967年（昭和42年）6月、上記に加えて初めてのタングステンタイプのカラーリバーサルフィルム「フジカラーRT50」（感度ASA50）を発売する。1968年（昭和43年）、「ネオパンR50」「ネオパンR200」についての現像料をフィルム価格から分離、2年後の1970年（昭和45年）3月には、「フジカラーR25」「フジカラーRT50」についての現像料をフィルム価格から分離した。
1973年（昭和48年）、フィルム需要量の全盛期を迎える。1976年（昭和51年）4月、従来のサイレントフィルム2種に加えて、サウンド・アフレコ両タイプのフィルムの発売を開始する。
1999年（平成11年）3月1日、フィルムの需要量が全盛期から25年が経過して1％に大幅縮小したことからコストが大幅に増大し、6種類のフィルム生産を維持できないとして、サイレントフィルム「フジクロームRT200」「フジクロームR25」、同時録音が可能な「フジクロームRT200サウンド」「フジクロームR25サウンド」、アフレコ可能な「フジクロームRT200アフレコ」「フジクロームR25アフレコ」の製造販売をすべて終了し、新製品として「フジクロームRT200N」「フジクロームR25N」の2種のサイレントフィルムの製造販売を開始、サイレントのみに絞った。サイレントの新製品は従来品と比して、「RT200N」で213円（新価格1,600円）、「R25N」で187円（新価格1,300円）の幅で希望小売価格の値上げを行った。この「新しい仕組み」に対応するため、現像部門であるフジカラーサービス（現在の富士フイルム）は、現像時にサイレントフィルムにマグネストライプ塗布を行う新サービス「アフレコ仕上げ」を導入した。
2006年（平成18年）4月に「フジクロームRT200N」「フジクロームR25N」の2種の製造販売終了を発表したが、翌2007年（平成19年）1月に販売終了の当面延期と、「RT200N」で370円、「R25N」で300円の幅での希望小売価格の値上げを発表した。同時点での値上げ理由は、全盛期から33年が経過して0.1％に大幅縮小したことからコストがさらに増大、老朽化した設備の補修・更新の投資費用の回収のためであるとした。
2009年（平成21年）6月2日、再び「フジクロームRT200N」の2010年（平成22年）5月での生産終了、「フジクロームR25N」の2012年（平成24年）3月での生産終了を発表した。同年7月30日付の富士フイルムからの文書によれば、「フジクロームRT200N」「フジクロームR25N」の工場出荷は年に1-2回のペースであるという。2012年（平成24年）1月当時の「フジクロームR25N」の希望小売価格は税込1,953円であった。

#### 生産量の推移
| 年   | 販売数量     | 備考 |
| ---- | ------------ | --- |
| 1965 | 3,500,000本  | 同年4月販売開始、「フジカラーR25」「ネオパンR50」「ネオパンR200」。                                              |
| 1973 | 12,600,000本 | 最盛期。同年3月「フジクロームRT200」発売。                                                                       |
| 1978 | 9,900,000本  | 1,000万本を割る。「フジクロームRT200」と同「R25」、およびそれぞれの「サウンド」「アフレコ」の6種（1999年全廃）。 |
| 1981 | 5,400,000本  | 最盛期の半分を割る。撮影機の最終機種を発売。                                                                     |
| 1991 | 100,000本    | [ 12 ] |
| 1998 | 100,000本    | 1999年に最盛期の1％と発表。1991年以降は殆ど変化がない。。                                                        |
| 1999 | 40,000本     | 6種類を生産終了、「フジクロームRT200」「フジクロームR25」のみ（以下同）。                                        |
| 2000 | 20,000本     | [ 12 ] |
| 2001 | 40,000本     | [ 12 ] |
| 2002 | 30,000本     | [ 12 ] |
| 2003 | 20,000本     | [ 12 ] |
| 2004 | 30,000本     | [ 12 ] |
| 2005 | 10,000本     | 2006年に最盛期の0.1％と発表。                                                                                    |
| 2006 | 18,000本     | 同年4月製造販売終了の発表のため増加                                                                              |
| 2007 | 11,000本     | [ 14 ] |
| 2008 | 9,000本      | [ 14 ] |
| 2009 | 約9,000本    | 同年6月、2012年までの全製品生産終了を発表、同年7月末の予測値                                                     |

#### 歴代製品一覧
以下は、富士フイルムが発売したシングル8用フィルムの一覧である。
- フジカラーR25 （カラーリバーサルフィルム、デイライトタイプ、ASA25、1965年4月）
- ネオパンR50 （黒白リバーサルフィルム、ASA50、1965年4月） - 1976年12月23日製造終了[16]
- ネオパンR200 （黒白リバーサルフィルム、ASA200、1965年4月） - 1976年12月23日製造終了[16]
- フジカラーRT50 （カラーリバーサルフィルム、タングステンタイプ、ASA50、1967年6月）
- フジクロームRT200 （カラーリバーサル、タングステンタイプ、1973年3月） - 1999年3月1日製造終了[11]
- フジクロームR25 （カラーリバーサル、デイライトタイプ、ASA25、1975年3月） - フジカラーR25の内型化、1999年3月1日製造終了[11]
- フジクロームRT200サウンド （カラーリバーサル、タングステンタイプ、1976年4月） - フジクロームRT200のサウンド対応版 - 1999年3月1日製造終了[11]
- フジクロームR25サウンド （カラーリバーサル、デイライトタイプ、ASA25、1976年4月） - フジクロームR25のサウンド対応版 - 1999年3月1日製造終了[11]
- フジクロームRT200アフレコ （カラーリバーサル、タングステンタイプ、1976年12月） - フジクロームRT200のアフレコ対応版 - 1999年3月1日製造終了[11]
- フジクロームR25アフレコ （カラーリバーサル、デイライトタイプ、1976年12月） - フジクロームR25のアフレコ対応版 - 1999年3月1日製造終了[11]
- フジクロームRT200N （カラーリバーサル、サイレント、タングステンタイプ、1999年3月1日） - 2010年5月製造終了
- フジクロームR25N （カラーリバーサル、サイレント、デイライトタイプ、1999年3月1日） - 2012年3月製造終了

### アグファ
アグフア・ゲバルトは1製品のみシングル8用フィルムを製造販売したことがある。
- アグファカラーCT13 （ASA16、1965年） - 1966年製造終了

### レトロエンタープライズ
レトロエンタープライズは、通商産業省 中小企業庁の補助金により35ミリフィルムから8ミリフィルムを切り出す機械を制作し自社でフィルムを製造している。　厚みの違いから従来の富士フイルム純正品の50フィートから40フィートとなっている。
- RK100D （カラーリバーサルフィルム、デイライトタイプ、ISO100　2020年発売）
- レトロX （黒白リバーサルフィルム、ISO200　2006年発売)

## 現像

### 現像サービス
富士フイルムの現像サービスは、2013年（平成25年）9月に終了する。2011年（平成23年）12月現在は、全国のフィルム販売店で受け付けた撮影済みフィルムを、東京・調布の富士フォトギャラリー調布で受け付け、敷地内の事業所で現像業務を行っている。現像処方はMCR-58現像。同現像所の処理能力は、現像処理は1時間あたり約100本、マグネ塗布は1時間あたり約150本である。
この現像所はかつては長らく「フジカラーサービス東京現像所」と呼ばれ、富士写真フイルム（当時）の子会社フジカラーサービスの事業所であった。フジカラーサービスはそもそも1946年（昭和21年）4月、天然色写真として設立され、1953年（昭和28年）6月に富士天然色写真、1965年（昭和40年）4月にフジカラーサービスに商号変更した会社である。2004年（平成16年）10月、同社は新たに設立された富士フイルムイメージングに統合、「フジカラーサービス東京現像所」は「富士フイルムイメージング東京事業所」と名称を変更した。2009年（平成21年）2月1日には、同社は富士フイルムに統合された。したがって現在の調布現像所は富士フイルム直営である。1998年（平成10年）7月31日までは、大阪・堺に「フジカラーサービス大阪現像所」が存在し、シングル8の現像業務を全面的に行っていたが、これが閉鎖され、調布に統合された。
1965年（昭和40年）4月のシングル8規格の発表および富士天然色写真による現像業務の開始時には、フィルム価格に現像料も含まれていた。1968年（昭和43年）には白黒フィルム、1970年（昭和45年）3月にはカラーフィルムについても現像料をフィルム価格から分離した。
1999年（平成11年）3月1日に導入された「新しい仕組み」により、サウンドフィルムとアフレコフィルムの製造販売が終了したことにともない、現像時にサイレントフィルムにマグネストライプ塗布を行う新サービス「アフレコ仕上げ」（現像＋マグネ塗布）を導入、現像のみの「サイレント仕上げ」と2つの現像業務を行うものとした。「サイレント仕上げ」後のマグネ塗布はこれを行わない。「新しい仕組み」導入時の現像希望小売価格は「サイレント仕上げ」で640円、「アフレコ仕上げ」で980円であった。
2008年（平成20年）7月16日の富士フイルムが配布した文書によれば、「アフレコ仕上げ」の工程に不具合が発生し、マグネストライプ塗布を行うことができなくなり、同仕上げを停止、「サイレント仕上げ」のみとした。同年12月27日店頭受付分より「アフレコ仕上げ」を再開した。
2011年（平成23年）12月現在の現像希望小売価格は「サイレント仕上げ」で1,261円、「アフレコ仕上げ」で1,956円であり、13年足らずで2倍に価格が高騰している。2013年（平成25年）9月　現像業務終了。
富士フイルム以外の現像サービスは、東京・墨田区のレトロエンタープライズ、オランダのスーパー8・リヴァーサル・ラボ、ドイツのヴィットナー・シネテック等が、カラーリバーサルフィルムについてはE-6現像を行っている。

### 自家現像
現像所・現像場に頼らない自家現像については、
- カラーリバーサルフィルム ⇒ E-6現像
- 白黒リバーサルフィルム ⇒ 白黒リバーサルフィルム#現像

をそれぞれ参照。